# Пушкаш-Арена
Пушкаш-Арена (угор. Puskás Aréna) — футбольний стадіон в Будапешті, Угорщина, домашня арена Збірної Угорщини з футболу. Є одним із місць проведення матчів у рамках Чемпіонату Європи з футболу 2020 року.
Арені присвоєно ім'я угорського та іспанського футболіста і тренера Ференца Пушкаша.

## Історія
У 2011 році встановлено кошторис будівництва нового стадіону у 35 млрд HUF.
26 червня 2014 року оголошено, що вартість нового стадіону оцінено у 90-100 млрд HUF.
1 серпня 2014 року Національний спортивний центр представив остаточний проєкт нової національної арени Угорщини. Угорський архітектор Дьордь Скарделлі, який спроєктував криту арену імені Ласло Паппа, представив власний проєкт нового стадіону, що не передбачав знесення старого.
19 вересня 2014 року УЄФА обрала Будапешт одним із господарів групового етапу та 1/16 Євро-2020.
У 2014 році оригінальний дизайн нового стадіону був визнаний кращим проєктом за версією Stadiumdb.com.
23 лютого 2017 року оголошено, що вартість стадіону зросте до 190 млрд HUF, що зробить арену найдорожчою серед свого класу.
29 червня 2018 року відкрито Центр стадіону Арена Пушкаш.
До 2 жовтня 2019 року встановлено крісла на трибунах.
Біля нового стадіону встановлено 500 паркомісць.
15 листопада 2019 року арена відкрита матчем між Угорщиною та Уругваєм.

## Матчі

### Матч-відкриття
| 15 листопада 2019 19:00 EET товариський матч |

| Угорщина  | 1–2      | Уругвай                 |
| --------- | -------- | ----------------------- |
| Салаї 24' | Протокол | Кавані 15' Родрігес 21' |

| Глядачів: 65,114 Арбітр: Дамир Скомина (Словенія) |

### Суперкубок УЄФА 2020
| 24 вересня 2020 22:00 EET |

| «Баварія»                 | 2–1      | «Севілья»          |
| ------------------------- | -------- | ------------------ |
| Горецка 34' Мартінес 104' | Протокол | Окампос 13' (пен.) |

| Пушкаш Арена, Будапешт Глядачів: 15,180 Арбітр: Ентоні Тейлор (Англія) |

### Чемпіонат Європи з футболу 2020
| 15 червня 2021 18:00 CEST (UTC+2) Група F |

| Угорщина | 0–3      | Португалія                                 |
| -------- | -------- | ------------------------------------------ |
|          | Протокол | - Геррейру 84' - Роналду 87' (пен.), 90+2' |

| Глядачів: 55,662 Арбітр: Джюнейт Чакир (Туреччина) |

| 19 червня 2021 15:00 CEST (UTC+2) Група F |

| Угорщина    | 1–1      | Франція      |
| ----------- | -------- | ------------ |
| Фіола 45+2' | Протокол | Грізманн 66' |

| Глядачів: 55,998 Арбітр: Майкл Олівер (Англія) |

| 23 червня 2021 21:00 CEST (UTC+2) Група F |

| Португалія                     | 2–2      | Франція                   |
| ------------------------------ | -------- | ------------------------- |
| Роналду 31' (пен.), 60' (пен.) | Протокол | Бензема 45+2' (пен.), 47' |

| Глядачів: 54,886 Арбітр: Антоніо Матео Лаос (Іспанія) |

| 27 червня 2021 18:00 CEST (UTC+2) 1/8 фіналу |

| Нідерланди | 0–2      | Чехія                 |
| ---------- | -------- | --------------------- |
|            | Протокол | - Голеш 68' - Шик 80' |

| Глядачів: 52,834 Арбітр: Сергій Карасьов (Росія) |

### Фінал Ліги Європи УЄФА 2023
| 31 травня 2023 22:00 (21:00 CEST) |

| Севілья                                 | 1:1      | Рома                            |
| --------------------------------------- | -------- | ------------------------------- |
| - Манчіні 55' (аг)                      | Протокол | - Дибала 35'                    |
|                                         | Пенальті |                                 |
| - Окампос - Ламела - Ракитич - Монтьєль | 4:1      | - Крістанте - Манчіні - Ібаньєс |

| Глядачів: 61 476 Арбітр: Ентоні Тейлор (Англія) |

### Фінали кубка Угорщини
| 3 червня 2020 20:00 CEST Фінал 2020 року |

| Будапешт Гонвед           | 2–1 | Мезйокйовешд |
| ------------------------- | --- | ------------ |
| - Ловрич 33' - Камбер 56' |     | - Пекар 37'  |

| Глядачів: 10,000 Арбітр: Тамаш Богнар |

| 3 травня 2021 20:00 CEST Фінал 2021 року |

| Фегервар | 0–1      | Уйпешт          |
| -------- | -------- | --------------- |
|          | Протокол | - Кастраті 101' |

| Глядачів: 4,500 Арбітр: Гергьо Богар |

| 11 травня 2022 19:30 CEST Фінал 2022 року |

| Ференцварош | 3–0      | Пакш                             |
| ----------- | -------- | -------------------------------- |
|             | Протокол | - Захаріассен 16' - Болі 83, 86' |

| Глядачів: 38,979 Арбітр: Тамаш Богнар |

| 3 травня 2023 19:30 CEST Фінал 2023 року |

| Будафок МТЕ (2) | 0–2 дч   | Залаегерсег |
| --------------- | -------- | ----------- |
|                 | Протокол |             |

| Глядачів: 24,152 Арбітр: Іштван Вад |

| 15 травня 2024 16:00 Фінал 2024 року |

| Пакш | 2–0 дч   | Ференцварош |
| ---- | -------- | ----------- |
|      | Протокол |             |

| Глядачів: 51 900 Арбітр: Балаж Берке |

| 14 травня 2025 19:00 CEST (UTC+2) Фінал 2025 року |

| Ференцварош                                          | 1:1 дч   | Пакш                                         |
| ---------------------------------------------------- | -------- | -------------------------------------------- |
| Жозеф 90+3'                                          | Протокол | Тот 45+1'                                    |
|                                                      | Пенальті |                                              |
| - Пешич - Сакаріассен - Жозеф - Раул Густаво - Сіссе | 3:4      | - Віндекер - Адам - Балоґ - Дьюркітш - Вечей |

| Глядачів: 54,762 Арбітр: Чаба Пінтер |

## Галерея

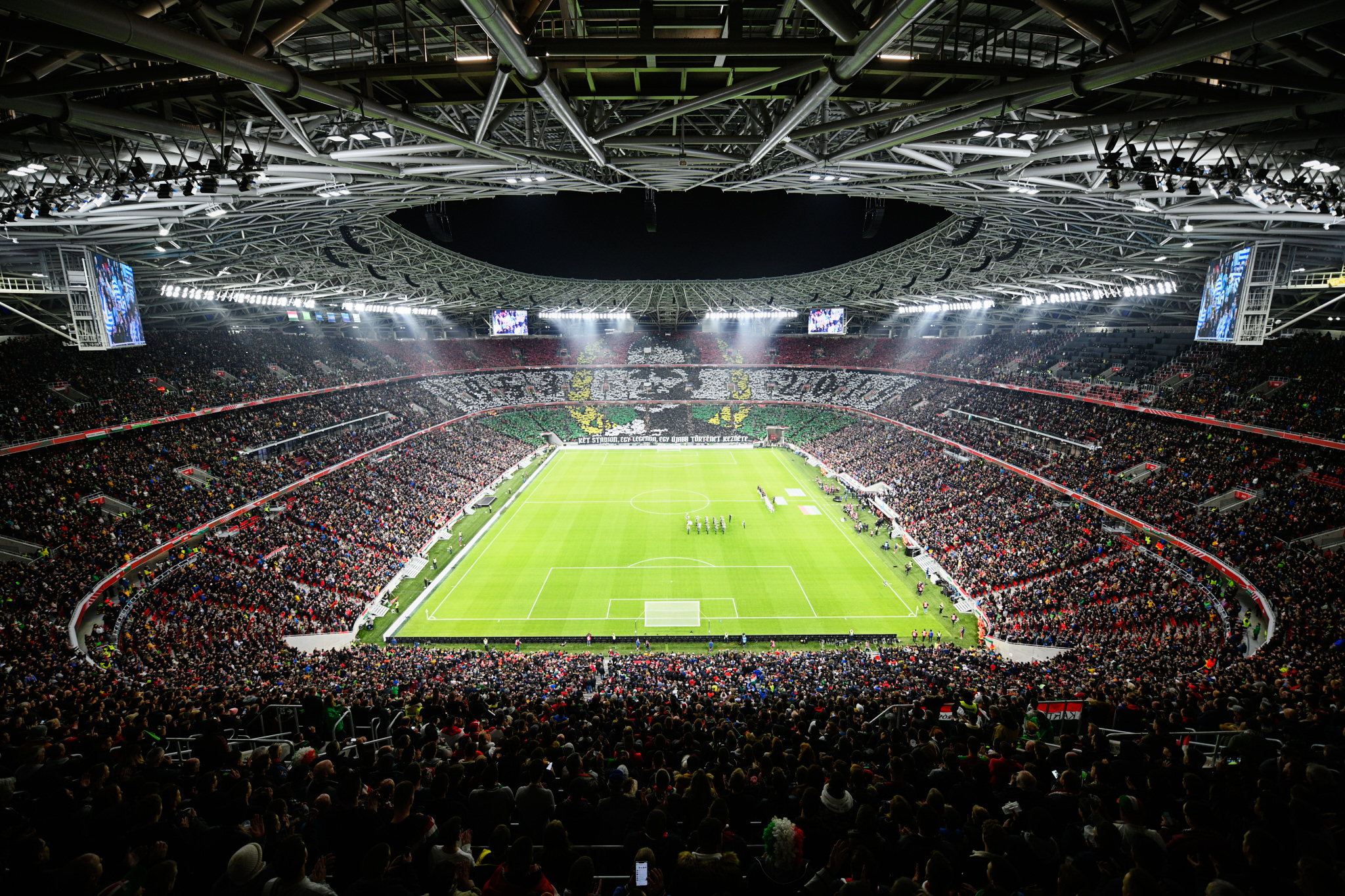
Під час матчу Угорщина — Уругвай
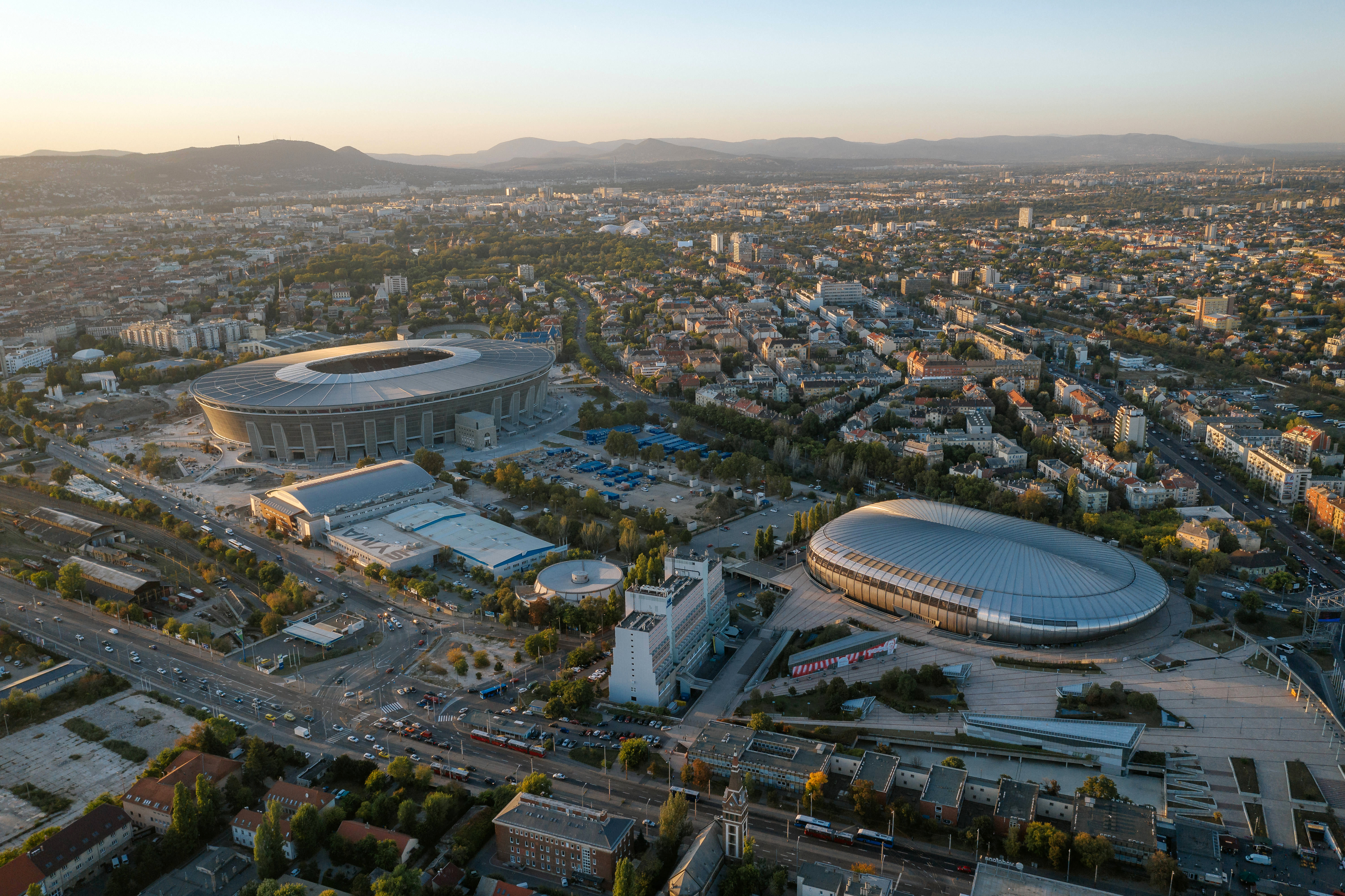
З висоти пташиного польоту
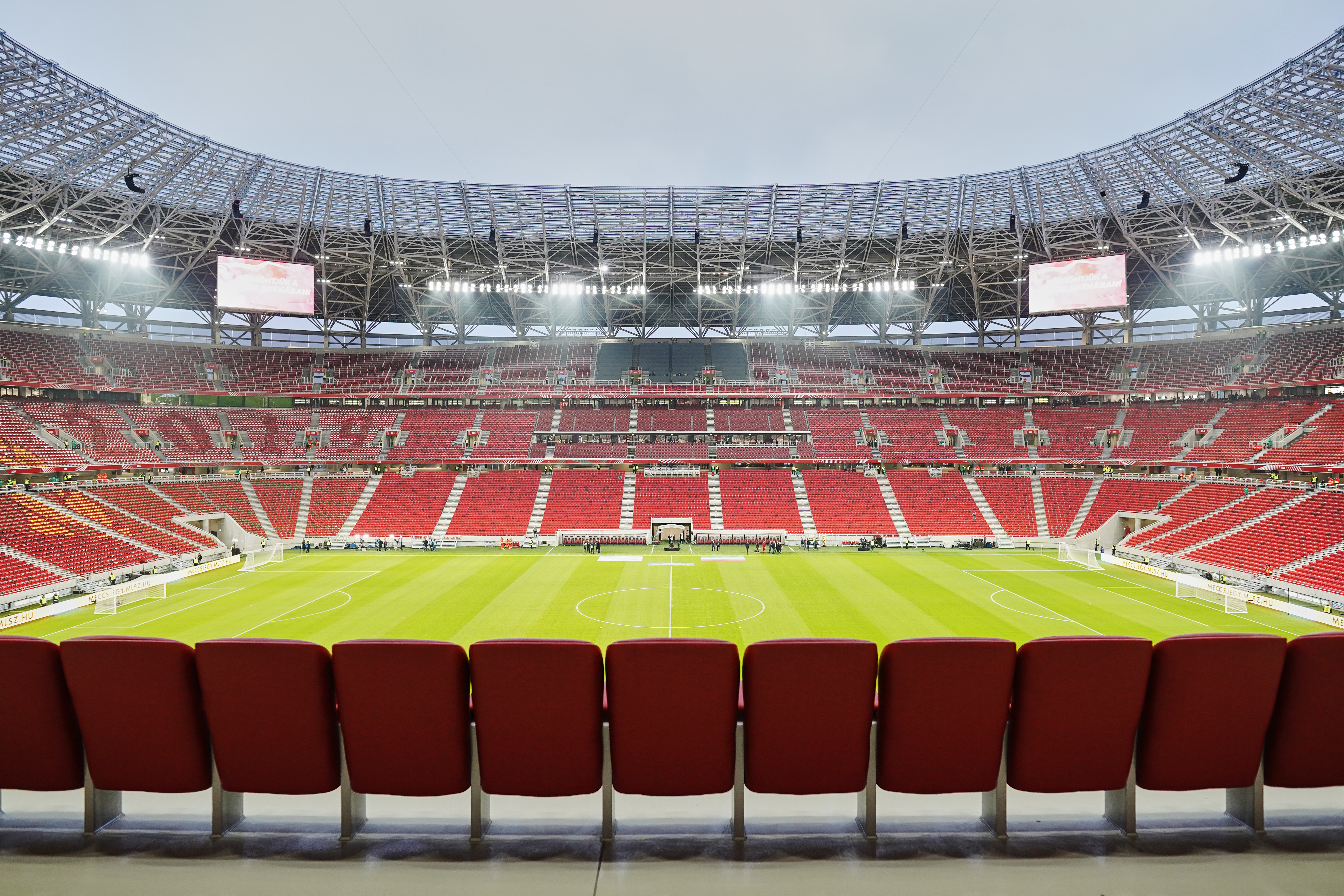
Панорама арени
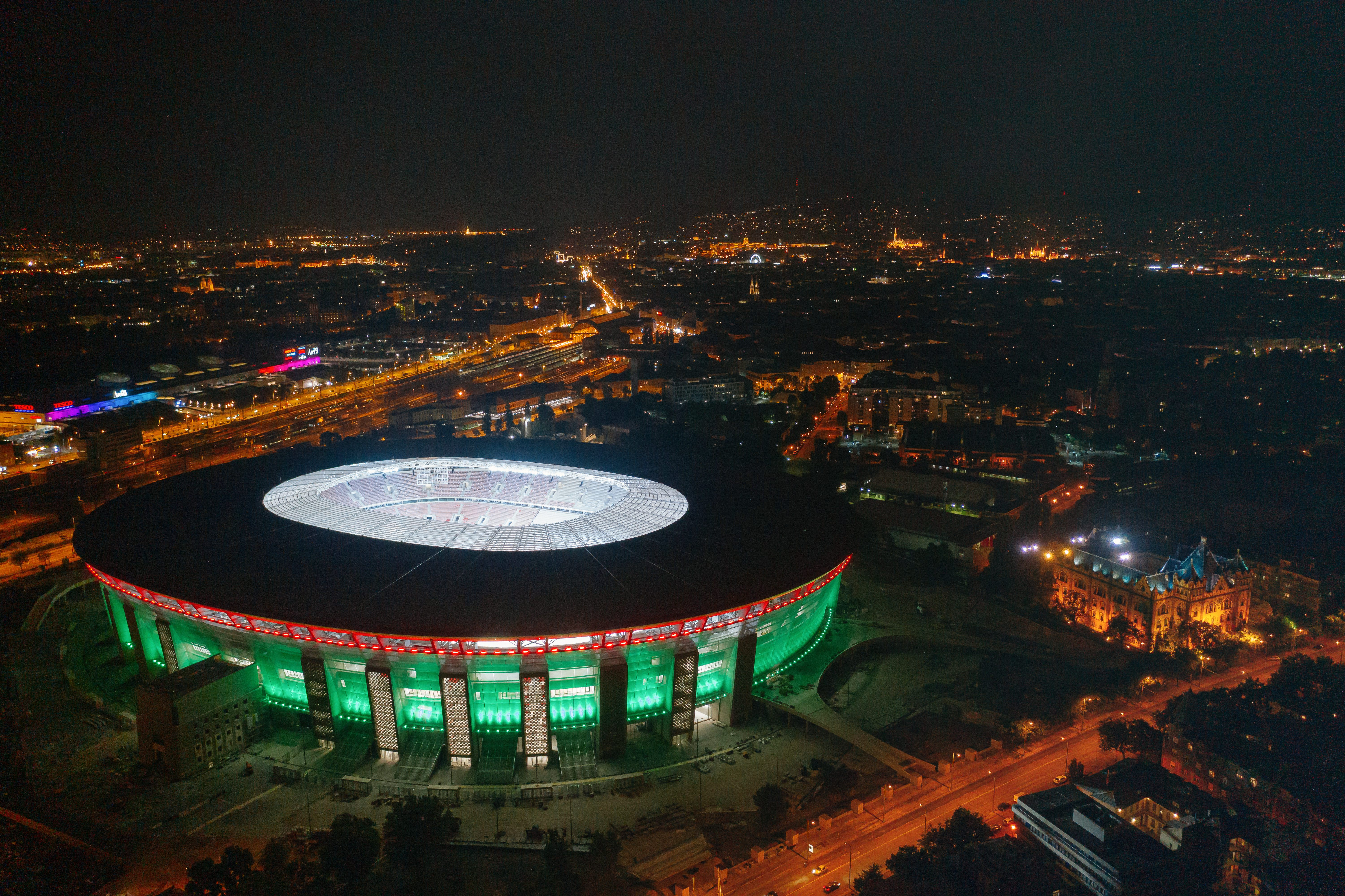
Стадіон у вечірню пору
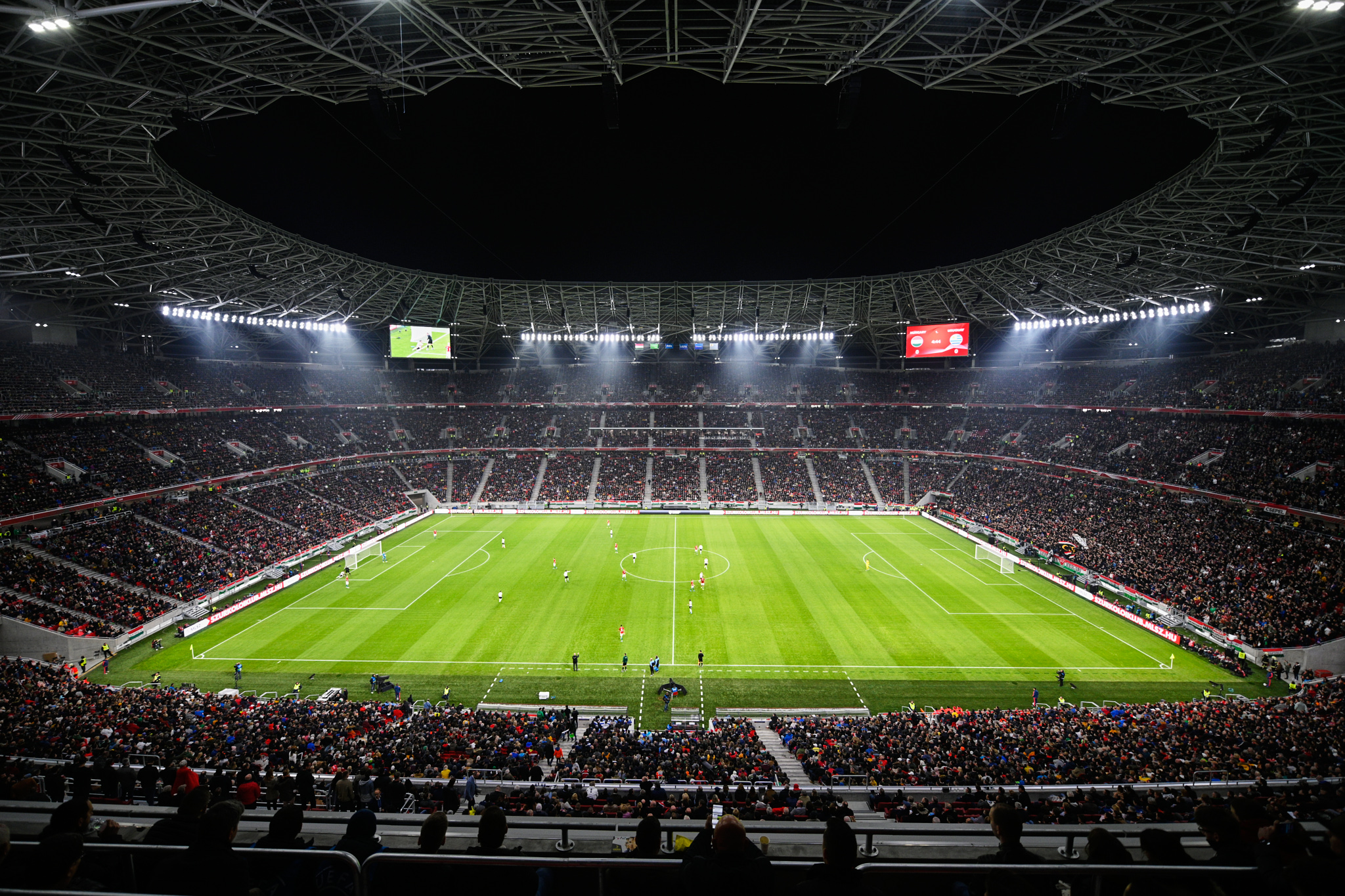
Під час матчу Угорщина — Уругвай